# Spelaeornis
Spelaeornis es un género de aves paseriformes perteneciente a la familia Timaliidae. Sus miembros, denominados comúnmente ratinas, son pájaros que habitan en las montañas del sur de Asia.

## Especies
El género contiene las siguientes especies:
- Spelaeornis caudatus – ratina golirrufa;
- Spelaeornis badeigularis – ratina mishmi;
- Spelaeornis troglodytoides – ratina alibarrada;
- Spelaeornis chocolatinus – ratina chocolate;
- Spelaeornis reptatus – ratina ventrigrís (anteriormente incluida en S. chocolatinus);
- Spelaeornis oatesi – ratina de los Chin (anteriormente incluida en S. chocolatinus);
- Spelaeornis kinneari – ratina gorjipálida (anteriormente incluida en S. chocolatinus);
- Spelaeornis longicaudatus – ratina colilarga.